# Ordre des Jeux Floraux de la Pegnitz
L’Ordre des Jeux Floraux de la Pegnitz, en allemand Pegnesischer Blumenorden, en latin Societas Florigera ad Pegnesum, est une espèce d'Académie fondée à Nuremberg en 1644 pour le développement de la langue et de la littérature allemandes.
On la nommait aussi la Société des Bergers de la Pegnitz. C'est la seule société littéraire allemande baroque qui existe encore.

## Source
Cet article comprend des extraits du Dictionnaire Bouillet. Il est possible de supprimer cette indication, si le texte reflète le savoir actuel sur ce thème, si les sources sont citées, s'il satisfait aux exigences linguistiques actuelles et s'il ne contient pas de propos qui vont à l'encontre des règles de neutralité de Wikipédia.